# Смак свободи
«Смак свободи» — український комедійний фільм режисера Олександра Березаня, що вийшов на екрани 7 березня 2024 року.

## Синопсис
Молода дівчина — кухар Варя — втрачає роботу, бо її висока кухня нікому не потрібна у придорожньому кафе. Мила, енергійна, дотепна, вона тікає якомога далі від дому у пошуку реалізації! Та неочікувана знахідка — книжка забутої легенди української кухні Ольги Франко — змінює її життя назавжди!

## У ролях
| Актор             | Роль                 |
| ----------------- | -------------------- |
| Ірина Кудашова    | Варвара Рудик        |
| Тетяна Малкова    | Леся                 |
| Томаш Собчак      | Миколай Домбровський |
| Костянтин Темляк  | Тарас                |
| Ірма Вітовська    | Ольга Франко         |
| Римма Зюбіна      | мама Варвари         |
| Віктор Стороженко | Сашко                |
| Дмитро Суржиков   | власник ресторану    |
| Павло Лі          | Філ                  |
| Джамала           | камео                |
| Віталій Гордієнко | офіціант ресторану   |

## Виробництво
Натхненням для створення романтично-кулінарної історії стала творчість Ольги Франко — невістки відомого українського письменника Івана Франка. Завдяки її книзі — 1-ша українська загальнопрактична кухня — сьогодні ми маємо уявлення про те, як виглядала висока автентична кухня майже століття тому. Цікаво, що пані Ольга «творила магію» на кухні разом зі своїм чоловіком, Петром. Прогресивне подружжя створювало кулінарні шедеври, розвінчуючи міфи, навіяні гендерними стереотипами. Нашій героїні — Варі — теж доведеться докласти неабияких зусиль, аби вразити шефа вишуканого місцевого ресторану та нарешті втілити свою мрію.
«Смак свободи» увійшов до переліку кінопроєктів-переможців Чотирнадцятого конкурсного відбору за напрямком Ігрові повнометражні національні (для широкої глядацької аудиторії). Загальний бюджет — 31, 25 млн грн. Обсяг державної підтримки — 25 млн грн.
Фільм знімали у Києві та Львові у 2021 році.
У Львові знімали натурні сцени біля Ратуші, центральними вулицями міста та інтер'єрні — у квартирах, в яких за сценарієм живуть герої, а також двір їхнього будинку.

## Команда
- Авторка проєкту: Олена Моренцова-Шулик
- Сценаристки: Олена Моренцова-Шулик та Олександра Вітязєва
- Режисер-постановник: Олександр Березань
- Продюсери: Артем Денисов, Віталій Докаленко, Олена Моренцова-Шулик
- Креативна продюсерка: Олена Моренцова-Шулик
- Оператор-постановник: Євген Усанов
- Композитор: Надія Одесюк
- Режисер монтажу: Юрій Чашковський
- Художник-постановник: Дмитро Баран
- Художники з костюмів: Ольга Дубровська
- Художник з гриму: Ольга Ахтарнія
- Кастинг-директорка: Олена Артемова